# Uliana di Tver'
Uliana di Tver' (1325 – 17 marzo 1391), al secolo Ul'jana Aleksandrovna Trevskaja (in russo Ульяна Александровна Тверская), fu granduchessa di Lituania e seconda moglie di Algirdas. Era una delle figlie del principe Alessandro I di Tver' e Anastasia di Galizia (figlia di Jurij I).

## Biografia
Dopo che suo padre e suo fratello maggiore furono assassinati da Uzbeg Khan nel 1339, Uliana fu affidata a Simeone di Russia, il quale sposò la sorella maggiore di Uliana, Maria, nel 1347.
Nel 1349 Algirdas, granduca di 
Lituania, inviò una delegazione all'Orda d'Oro allo scopo di proporre al khan Jani Beg di formare un'alleanza contro il principe Simeone; l'offerta fu bocciata e gli inviati, compreso il fratello di Algirdas Karijotas, vennero imprigionati e tenuti in ostaggio. Nel 1350, Algirdas ammorbidì i rapporti con Simeone sposando Uliana, cognata del moscovita. Prima che si celebrassero le nozze, Simeone chiese un parere al metropolita Teognoste se una donna cristiana potesse essere data in sposa a un sovrano pagano. Lo stesso anno, il fratello di Algirdas, Liubartas, sposò Ol'ga, figlia di Konstantin Vasil'evič di Rostov e nipote di Simeone.
Secondo una ricostruzione dello storico polacco Jan Tęgowski (1948), Uliana e Algirdas ebbero otto figli e otto figlie (sebbene altre fonti forniscano dati diversi). Pare che i figli, a differenza di quelli avuti del primo matrimonio di Algirdas con Maria di Vicebsk, vennero educati al culto pagano. Uliana fornì rifugio al fratello Michail II nella sua lotta contro la Moscovia, poi supportata dal marito in ben tre spedizioni tra il 1368 e il 1372. Il figlio di Uliana Jogaila (e non il figlio maggiore di Algirdas, Andrej di Polack) ereditò il trono e divenne granduca di Lituania nel 1377. Uliana, in quanto granduchessa vedova, apparve nella politica nazionale e fu coinvolta nella guerra civile lituana (1381-1384) così come nel tentativo fallito di combinare le nozze di Jogaila con Sofia, figlia di Demetrio del Don, per poi convertirsi alla religione ortodossa. Jogaila preferì invece convertirsi al cattolicesimo sposando Edvige di Polonia e fu incoronato re di Polonia (jure uxoris) nel 1386.

## Morte e sepoltura
Si riscontrano affermazioni contrastanti sugli ultimi anni di Uliana e sul suo luogo di sepoltura. Un resoconto afferma che Uliana si fece suora sotto il nome di Marina nel Monastero dello Spirito Santo di Vicebsk venendo poi sepolta lì. Un'altra versione, basata su una targa d'argento rinvenuta durante la costruzione di un edificio del 1810, sostiene che venne tumulata nella cattedrale di Santa Maria Madre di Dio a Vilnius. La cronaca di Nikon della metà del 1600 riferisce che vi era una suora di nome Uliana al monastero delle Grotte di Kiev e che lì vi rimase fino alla sua morte. L'ultima scoperta in merito alla granduchessa è stata fatta durante il restauro della chiesa della Trasfigurazione a Polack avvenuto nel marzo 2012. Si è trovata infatti un'iscrizione la quale attestava la morte di Uliana nel giorno della celebrazione di Sant'Alessio, ovvero il 17 marzo nel calendario ortodosso. Il 5 dicembre 2018, Uliana di Tver' è stata canonizzata dalla Chiesa ortodossa ucraina autocefala.

## Discendenza
Il numero di figli dati alla luce da Uliana è incerto, ma in genere nelle fonti supera i dieci figli.
- Jogaila (1351 ca. – 1º giugno 1434), granduca di Lituania e re di Polonia;
- Skirgaila (Ivan; 1354 ca. – 11 gennaio 1397), duca di Trakai, Kiev e reggente della Lituania;
- Kaributas (dopo il 1350 – dopo il 1404), principe di Novgorod-Seversky;
- Lengvenis (Simone; m. dopo 19 giugno 1431), principe di Mscislaŭ e di Velikij Novgorod;
- Karigaila (Casimiro; dopo 1350 – 1390), principe di Mstislavl;
- Vygantas (Alessandro; dopo 1350 – 28 giugno 1392), principe di Kernavė;
- Švitrigaila (Boleslavo; 1370 ca. – 10 febbraio 1452), granduca di Lituania e governante della Volinia.
- Kenna (Giovanna; 1350 ca. – 27 aprile 1368), moglie di Casimiro IV, duca di Pomerania;
- Eufrosinija (dopo il 1350 ca. - 1405/1406), moglie di Oleg II di Rjazan';
- Elena (dopo 1350 – 15 settembre 1438), moglie di Vladimiro il Temerario, principe di Serpuchov;
- Maria (n. dopo 1350), principessa di Lituania;
- Wilheida (Caterina; dopo 1350 – dopo 4 aprile 1422), principessa di Lituania;
- Alessandra (dopo 1350 – 19 giugno 1434), sposò Siemowit IV di Masovia ed è un'antenata della Casa d'Asburgo;
- Edvige (dopo 1350 – dopo 1407), principessa di Oświęcim e moglie Giovanni III di Oświęcim.

## Ascendenza
|                       |                    |                       | Genitori                |  |  | Nonni |  |  | Bisnonni                 |  |  | Trisnonni               |  |
|                       |                    |                       |                         |  |  |       |  |  | Jaroslav III di Vladimir |  |  | Jaroslav II di Vladimir |  |
|                       |                    |                       |                         |  |  |       |  |  | Jaroslav III di Vladimir |  |  | Jaroslav II di Vladimir |  |
|                       |                    | Rostislava Mstislavna |                         |  |  |       |  |  | Jaroslav III di Vladimir |  |  |                         |  |
| Michail Jaroslavič    |                    |                       |                         |  |  |       |  |  | Jaroslav III di Vladimir |  |  |                         |  |
|                       |                    | Ksenija               | …                       |  |  |       |  |  |                          |  |  |                         |  |
|                       |                    | Ksenija               | …                       |  |  |       |  |  |                          |  |  |                         |  |
|                       |                    | Ksenija               | …                       |  |  |       |  |  |                          |  |  |                         |  |
| Alessandro I di Tver' |                    | Ksenija               |                         |  |  |       |  |  |                          |  |  |                         |  |
|                       |                    | Dimitrij Borisovič    | Boris Vasilkovič        |  |  |       |  |  |                          |  |  |                         |  |
|                       |                    | Dimitrij Borisovič    | Boris Vasilkovič        |  |  |       |  |  |                          |  |  |                         |  |
|                       |                    | Dimitrij Borisovič    | Marija Jaroslavna Murom |  |  |       |  |  |                          |  |  |                         |  |
| Anna di Kašin         |                    | Dimitrij Borisovič    |                         |  |  |       |  |  |                          |  |  |                         |  |
|                       |                    | …                     | …                       |  |  |       |  |  |                          |  |  |                         |  |
|                       |                    | …                     | …                       |  |  |       |  |  |                          |  |  |                         |  |
|                       |                    | …                     | …                       |  |  |       |  |  |                          |  |  |                         |  |
| Uliana di Tver'       |                    | …                     |                         |  |  |       |  |  |                          |  |  |                         |  |
|                       | Leone I di Galizia | Danilo Romanovič      |                         |  |  |       |  |  |                          |  |  |                         |  |
|                       | Leone I di Galizia | Danilo Romanovič      |                         |  |  |       |  |  |                          |  |  |                         |  |
|                       | Leone I di Galizia | Anna Mstislavna       |                         |  |  |       |  |  |                          |  |  |                         |  |
| Jurij I di Galizia    | Leone I di Galizia |                       |                         |  |  |       |  |  |                          |  |  |                         |  |
|                       |                    | Costanza d'Ungheria   | Béla IV d'Ungheria      |  |  |       |  |  |                          |  |  |                         |  |
|                       |                    | Costanza d'Ungheria   | Béla IV d'Ungheria      |  |  |       |  |  |                          |  |  |                         |  |
|                       |                    | Costanza d'Ungheria   | Maria Lascaris di Nicea |  |  |       |  |  |                          |  |  |                         |  |
| Anastasia di Galizia  |                    | Costanza d'Ungheria   |                         |  |  |       |  |  |                          |  |  |                         |  |
|                       |                    | Casimiro I di Cuiavia | Corrado I di Polonia    |  |  |       |  |  |                          |  |  |                         |  |
|                       |                    | Casimiro I di Cuiavia | Corrado I di Polonia    |  |  |       |  |  |                          |  |  |                         |  |
|                       |                    | Casimiro I di Cuiavia | Agafia di Rus           |  |  |       |  |  |                          |  |  |                         |  |
| Eufemia di Cuiavia    |                    | Casimiro I di Cuiavia |                         |  |  |       |  |  |                          |  |  |                         |  |
|                       |                    | Eufrosina di Opole    | Casimiro I di Opole     |  |  |       |  |  |                          |  |  |                         |  |
|                       |                    | Eufrosina di Opole    | Casimiro I di Opole     |  |  |       |  |  |                          |  |  |                         |  |
|                       |                    | Eufrosina di Opole    | Viola di Bulgaria       |  |  |       |  |  |                          |  |  |                         |  |
|                       |                    | Eufrosina di Opole    |                         |  |  |       |  |  |                          |  |  |                         |  |